# Trifluperidol
Trifluperidol ou triperidol é um antipsicótico típico da classe química das butirofenonas. Tem propriedades gerais similares àquelas do haloperidol, mas é consideravelmente mais potente por peso, e causa efeitos colaterais relativamente mais severos, especialmente discinesia tardia e outros efeitos extrapiramidais. É usado no tratamento de psicoses incluindo mania e esquizofrenia. Foi descoberto pela Janssen Farmacêutica em 1959.

## Química
- P. Janssen, J. Adriaan, GB 895309 (1962).
- P. Janssen, J. Adriaan, U.S. Patent 3 438 991 (1969).